# Nehesy
Nehesy, auch Nehesi, war ein altägyptischer König (Pharao) der 14. Dynastie (Zweite Zwischenzeit), der im 17. Jahrhundert v. Chr. regierte.

## Herkunft
Seinem Eigennamen zufolge könnte Nehesy nubischer oder amurritischer Abstammung gewesen sein. Nach Darell D. Baker war er ein Sohn von König Scheschi und Königin Tati. Vier gefundene Skarabäen, davon einer aus Semna in Nubien, deuten auf eine zeitweilige Koregentschaft mit seinem Vater hin. Er war nicht direkter Thronnachfolger, sondern konnte seine Position erst nach dem Tod seines älteren Bruders, Prinz Ipqu, einnehmen.
Manfred Bietak vermutet in Nehesys Vater einen ägyptischen Militär oder Verwalter, der den Ort Auaris als Residenz der von ihm kontrollierten Nordostprovinz erwählte und sich von Ägypten unabhängig machte. Das neu entstandene Reich, über das auch Nehesy herrschte, umfasste vor allem den östlichsten Rand des Deltas. Von dort stammen fast alle Denkmäler des Nehesy.

## Belege
Nehesy ist neben Merdjefare der einzige Herrscher, der im Turiner Königspapyrus genannt und zeitgenössisch durch Monumente belegt ist. Sein Name findet sich unter anderem auch auf Skarabäen, wie viele Könige der Zweiten Zwischenzeit. Er ist somit der bestbezeugte Herrscher der 14. Dynastie. Es gibt ein Stelenpaar aus Tell Habwe. Vor dem Heiligtum des Seth in Raahu errichtete er einen Obelisken, wobei er hier noch als ältester Königssohn erscheint. Mit diesem Titel ist er von zahlreichen Siegeln bekannt.
Auf einer usurpierten Sitzstatue, die später von Merenptah weiterverwendet wurde, taucht erstmals Seth, Herr von Auaris auf. So wird die unter Nehesy einsetzende Verehrung des Gottes Seth meist als Bezugspunkt für die 400-Jahr-Stele Ramses II. betrachtet, die das Jubiläum des Sethkultes unter König Haremhab behandeln soll.
Weitere Fragmente mit seinem Namen fanden sich bei neueren Ausgrabungen in Auaris.
Im Turiner Königspapyrus wird Nehesy an den Anfang der im östlichen Nildelta ansässigen 14. Dynastie gesetzt. Es ist gut möglich, dass die Verfasser der Königsliste ihn als Gründer der Stadt Auaris wahrnahmen, weil er sie als erster Herrscher zur Hauptstadt wählte.